# Giuseppe Fragomeni
Giuseppe Fragomeni, detto u Fanarra (Siderno, 1923 – 4 dicembre 1997), è stato un musicista italiano, suonatore e costruttore di lira calabrese.
È stato l'ultimo testimone della cultura musicale e artigiana della lira calabrese. Molto nota è la sua Tarantella.

## La costruzione e la tecnica dello strumento
Per la costruzione dello strumento, Fragomeni lavorava e scavava pezzi unici di legno a mano con delle con sgorbie. La tavola armonica era in abete.

Fragomeni spiegò allo studioso Ettore Castagna le tecniche di questa costruzione.
Suonava la lira con i polpastrelli anziché premendo le corde lateralmente con l'unghia., era l'unico capace di suonarla sul ginocchio, ruotandola per il manico e usandola come una specie di contrappasso all'archetto.